# Jan Laštůvka
Jan Laštůvka (Havířov, 7. srpnja 1982.) bivši je češki nogometni vratar.
Bio je igrač Šahtara iz Donjecka od 2004. do 2009. godine. Na posudbi u engleskom West Ham Unitedu je bio godinu dana, u kojem je zabilježio tek jedan nastup u Liga kupu.
Prije Šahtara Laštůvka je branio u Baníku iz Ostrave.